# Борисов, Кирилл Ильич
Кирилл Ильич Борисов — советский хозяйственный, государственный и политический деятель.

## Биография
Родился в 1906 году в Севастополе. Член ВКП(б).
С 1930 года — на хозяйственной, общественной и политической работе. В 1930—1966 гг. — на ответственных хозяйственных и партийных должностях в морском транспорте и Крымской области, председатель Севастопольского горисполкома, заместитель начальника Главнефтефлота Министерства морского и речного флота СССР, 2-й секретарь Приморского краевого комитета КПСС.
Избирался депутатом Верховного Совета РСФСР 3-го (от Севастополя в 1951) и 5-го созывов.